# Janusz Ostrowski (duchowny)
Janusz Ostrowski (ur. 16 listopada 1964 w Olsztynie) – polski duchowny rzymskokatolicki, doktor prawa kanonicznego, misjonarz, biskup pomocniczy warmiński od 2018.

## Życiorys
Urodził się 16 listopada 1964 w Olsztynie. Tam 25 maja 1991 został wyświęcony na prezbitera przez biskupa diecezjalnego warmińskiego Edmunda Piszcza. Od 1993 kontynuował studia w zakresie prawa kanonicznego na Papieskim Uniwersytecie Laterańskim w Rzymie i w 1997 uzyskał doktorat.
W latach 1991–1993 pracował jako wikariusz w parafii św. Katarzyny w Braniewie, był duszpasterzem pomocniczym w parafii akademickiej św. Franciszka z Asyżu w Olsztynie, a w latach 2006–2008 posługiwał jako wikariusz w parafii św. Wojciecha w Olsztynie. Pełnił funkcje sędziego warmińskiego sądu metropolitalnego i notariusza kurii metropolitalnej, w 2011 został wiceoficjałem trybunału warmińskiego. W latach 1999–2006 przebywał na misji w Togo. Był postulatorem diecezjalnym w procesach beatyfikacyjnych 46 ofiar hitleryzmu i komunizmu z okresu II wojny światowej z terenów dawnej diecezji warmińskiej. W 2008 został ustanowiony kanonikiem gremialnym Kapituły Kolegiackiej w Lidzbarku Warmińskim.
Piastował urząd wicerektora w Wyższym Warmińskim Seminarium Duchownym „Hosianum”. W 2011 został mianowany adiunktem na Wydziale Teologii Uniwersytetu Warmińsko-Mazurskiego w Olsztynie na kierunku prawa kanonicznego. Objął zajęcia dydaktyczne z historii powszechnego prawa kanonicznego, kanonicznego prawa procesowego, małżeństwa i rodziny w prawie kanonicznym, prawa kanonicznego i cywilnego.
27 lutego 2018 papież Franciszek mianował go biskupem pomocniczym archidiecezji warmińskiej ze stolicą tytularną Caltadria. Święcenia biskupie przyjął 21 kwietnia 2018 w konkatedrze św. Jakuba w Olsztynie. Udzielił mu ich arcybiskup metropolita warmiński Józef Górzyński w asyście arcybiskupa Salvatore Pennacchia, nuncjusza apostolskiego w Polsce, i Edmunda Piszcza, arcybiskupa seniora archidiecezji warmińskiej. Jako zawołanie biskupie przyjął słowa „Jesu in Te confido” (Jezu ufam Tobie). Został ustanowiony wikariuszem generalnym archidiecezji. W 2019 objął urząd prepozyta warmińskiej kapituły katedralnej.
W ramach prac Konferencja Episkopatu Polski w 2019 został członkiem Komisji ds. Misji, a w 2024 członkiem Zespołu ds. Kontaktów z Konferencją Episkopatu Francji.